# Муштаєв В'ячеслав Юрійович
В'ячеслав Юрійович Муштаєв (рос. Вячеслав Юрьевич Муштаев; 5 липня 1985, м. Омськ, СРСР) — російський хокеїст, нападник. Виступає за «Рязань» у Вищій хокейній лізі. 
Вихованець хокейної школи «Авангард» (Омськ). Виступав за «Енергія» (Кемерово), «Автомобіліст» (Єкатеринбург), «Динамо-Енергія» (Єкатеринбург), «Супутник» (Нижній Тагіл), «Сариарка» (Караганда), «Іртиш» (Павлодар), «Кристал» (Бердськ), «Арлан» (Кокшетау), «Єрмак» (Ангарськ), «Прогрес» (Глазов), «Іжсталь» (Іжевськ), «Зауралля» (Курган), «Алмати».